# رمضان في تونس

استقبال رمضان بالزينة والنظافة أمر محبب لدى جميع المسلمين.

رمضان في تونس: (بالإنجليزية: Ramadan in Tunis)‏ رمضان هو شهر مبارك يحتفل به المسلمون في جميع أنحاء العالم بما في ذلك تونس. تعتبر تونس واحدة من البلدان العربية التي تتمتع بتاريخ وثقافة غنية، وتحتفظ بتقاليدها وعاداتها الرمضانية الخاصة.

## نظرة عامّة

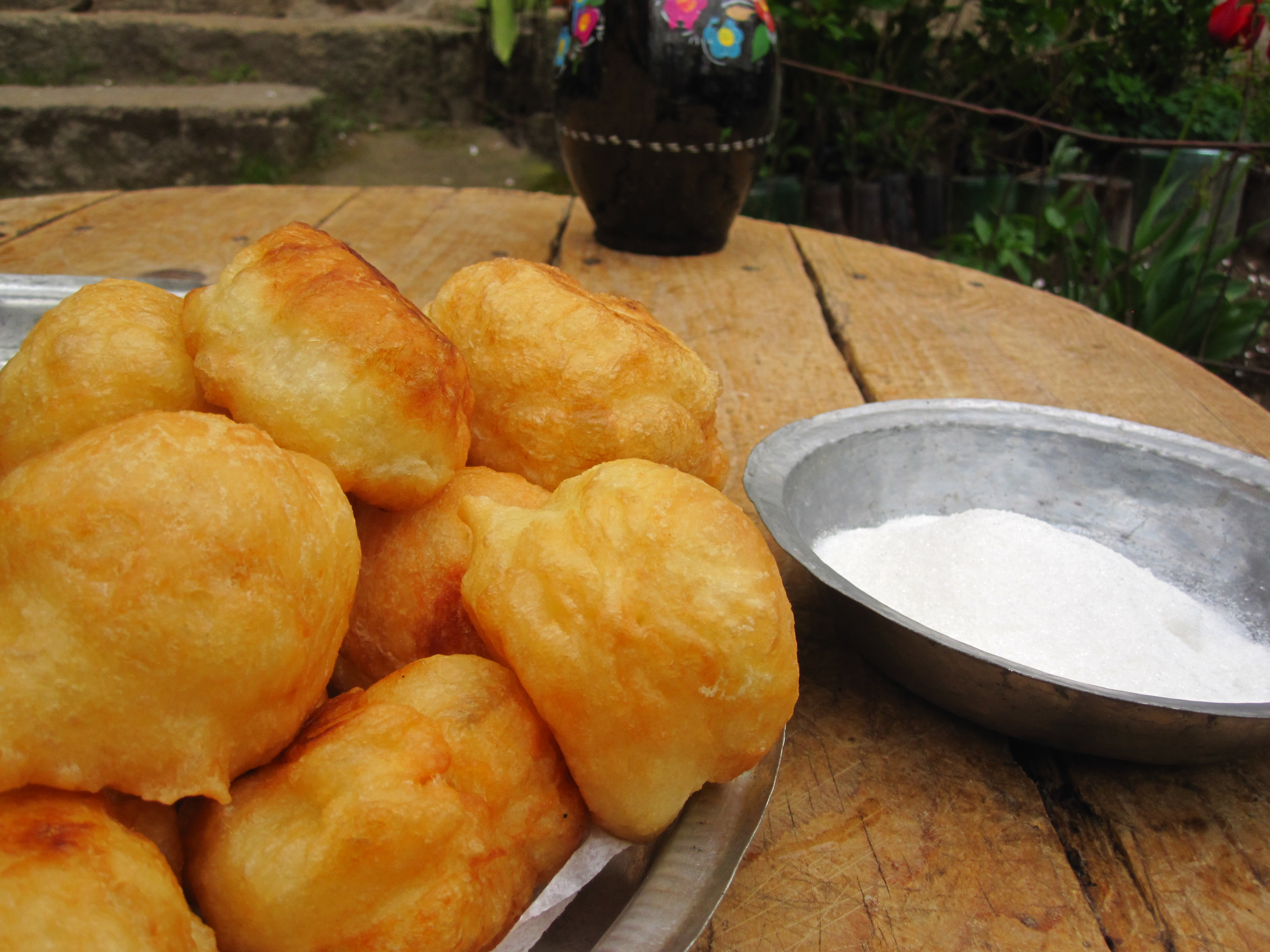
حلوى الزلابية التونسية أشهر الحلويات في رمضان في تونس.

تبدأ استعدادات رمضان في تونس قبل بداية الشهر بأيام. يقوم الأهل بتنظيف المنازل وتزيينها بأضواء الزينة والمصابيح، وتُعد الحلويات والمأكولات الخاصة بالشهر الفضيل. تعتبر "الزلابية" واحدة من أبرز الحلويات التي تُحضر في رمضان، وهي تقدم كهدايا فاخرة عند الزيارات وتقدم في المساجد بعد صلاة التراويح.

## تونس والطعام في رمضان
تمتاز تونس بتقديم وجبات رمضانية تقليدية شهيرة، مثل "الكسكسي" و"الشربة" و"الملوخية". يُعتبر الكسكسي من أهم الأطباق الرمضانية في تونس، وهو عبارة عن طبق يحتوي على حبوب الكسكس المطبوخة واللحم والخضروات، ويُقدم بصلصة طماطم ومرقة لذيذة. أما الشربة فهي حساء مشهور يعتمد على اللحم والخضروات المختلفة، وتقدم كأحد الأطباق الرئيسية في إفطار رمضان. أما الملوخية فهي نوع من السلطة المحضرة من أوراق نبات الملوخية مع الدجاج أو اللحم، وتُعتبر وجبة شهية وغنية بالفيتامينات .المسمن: يُعتبر المسمن طبقًا تقليديًا في تونس خلال رمضان. يتكون من دجاجة محشوة بالأرز والتوابل والمكسرات، وتُخبز حتى تحمر. المقرونة: تُعتبر المقرونة وجبة سهلة وسريعة التحضير في رمضان. يتم طهي المكرونة مع صلصة الطماطم والبصل والتوابل، ويُمكن إضافة اللحم أو الخضروات حسب الرغبة. البسباس: هو طبق مكون من قطع الخبز المحمص مع السمنة والتوابل، ويُمكن إضافة البيض المسلوق أو الجبنة لتعزيز النكهة. الرقاق: يُعد الرقاق من المعجنات الرمضانية المشهورة في تونس. يتكون من طبقات رقيقة من العجين المخبوزة ومحشوة بالمكسرات والعسل.

بالإضافة إلى الطعام، تتميز تونس أيضًا بتقديم العديد من الحلويات الشهية خلال رمضان، مثل البقلاوة والمشمشية والزلابية والمقروطة والمكسرات المحمصة، وتُقدَّم كأطباق حلوى تُشرب معها الشاي الساخن.

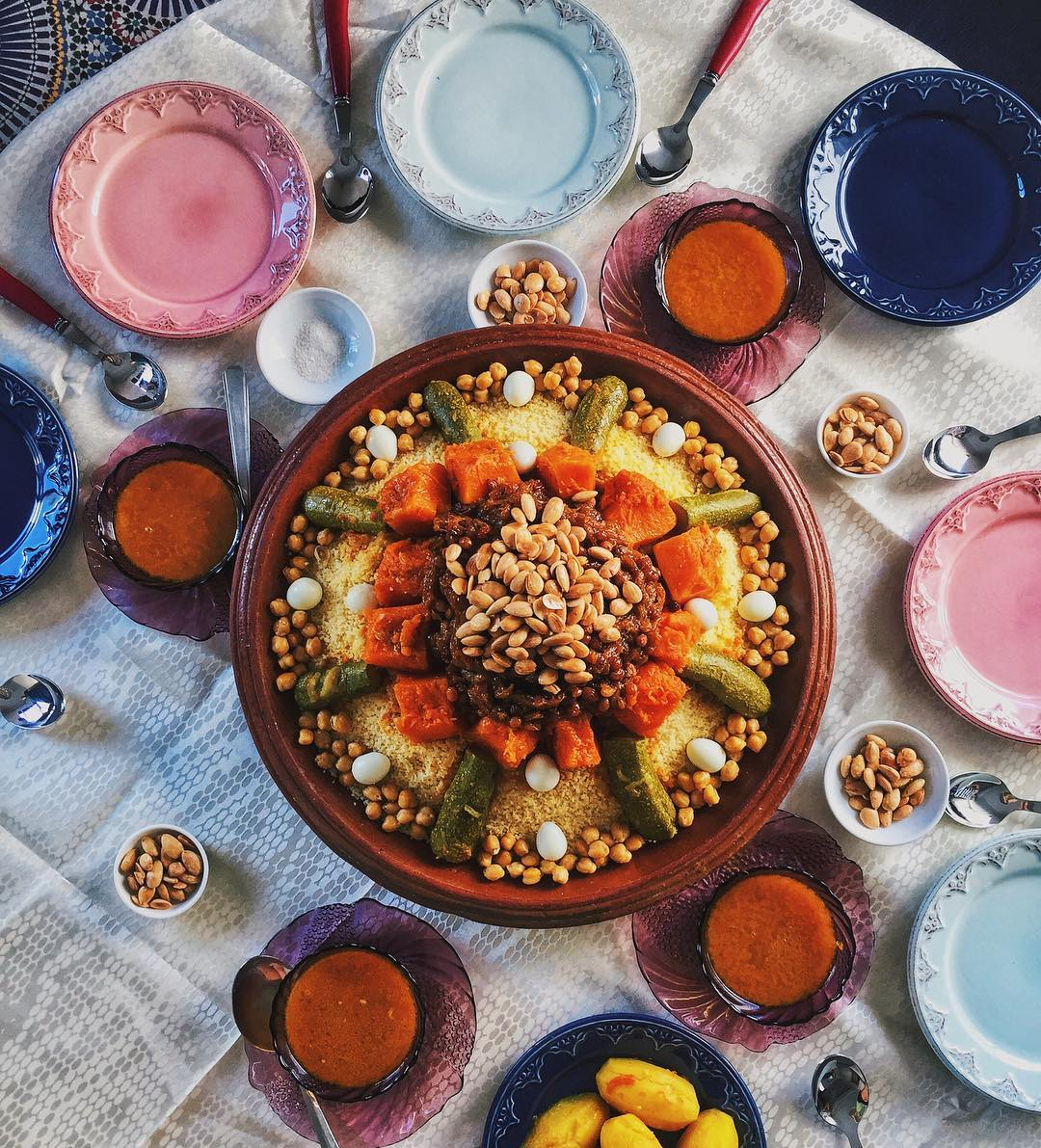
طبق الكسكسي التونسي والمغربي من أشهر الأطباق على موائد رمضان.
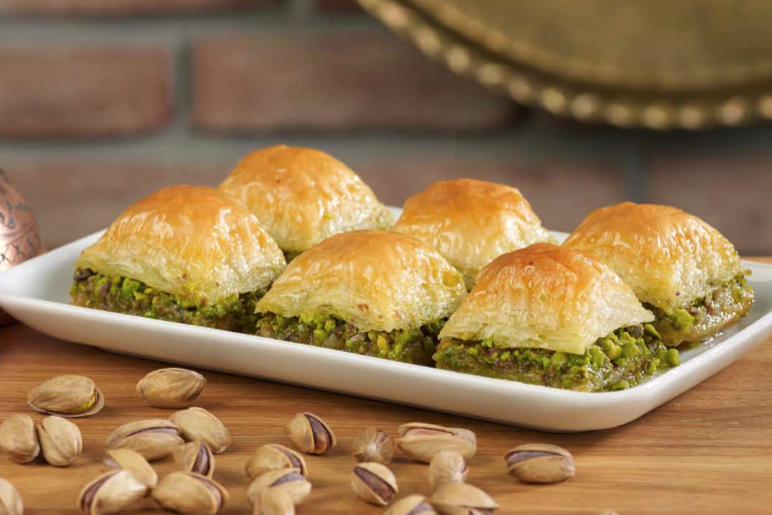
البقلاوة من الحلويات التي تقدم في رمضان في تونس.
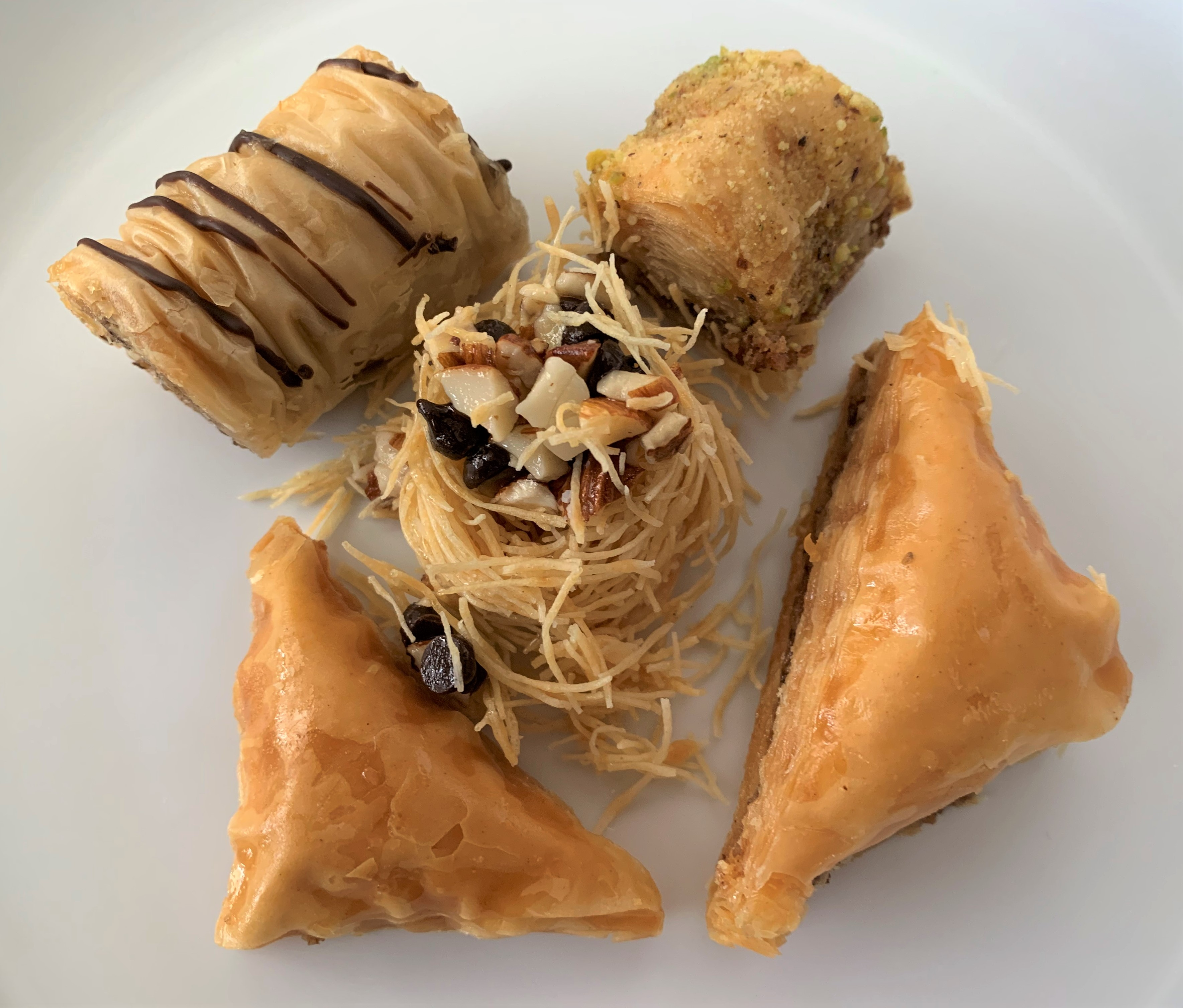
أنواع مختلفة من البقلاوة التي تقدم في رمضان في تونس.

## النشاطات الرمضانية
تونس تشهد أيضًا العديد من الأنشطة والتقاليد الرمضانية الخاصة. تُقام صلاة التراويح في المساجد بعد صلاة العشاء، وتُعد ليلة القدر أحد أهم الليالي التي يحرص المسلمون على قضائها في العبادة والدعاء. كما يحرص الأهل على زيارة بعضهم البعض وتبادل التهاني والتبريكات في هذا الشهر الفضيل.
يتخلل شهر رمضان المبارك في تونس النشاطات الإيمانية في المراكز والمساجد والمدارس يتضمنها مسابقات حفظ القرآن والتنافس في التلاوة الأفضل للقرآن الكريم.

تتجسد روح التضامن والعطاء في تونس أيضًا خلال رمضان، حيث يعتبر الإفطار الجماعي أحد العادات الشائعة. يتجمع الجيران والأصدقاء والعائلات لتناول وجبة الإفطار معًا، ويُفتَح البيوت لاستقبال الضيوف والمحتاجين لتناول الطعام. هذا يعكس روح التكافل والمحبة التي تتسم بها الشعب التونسي.

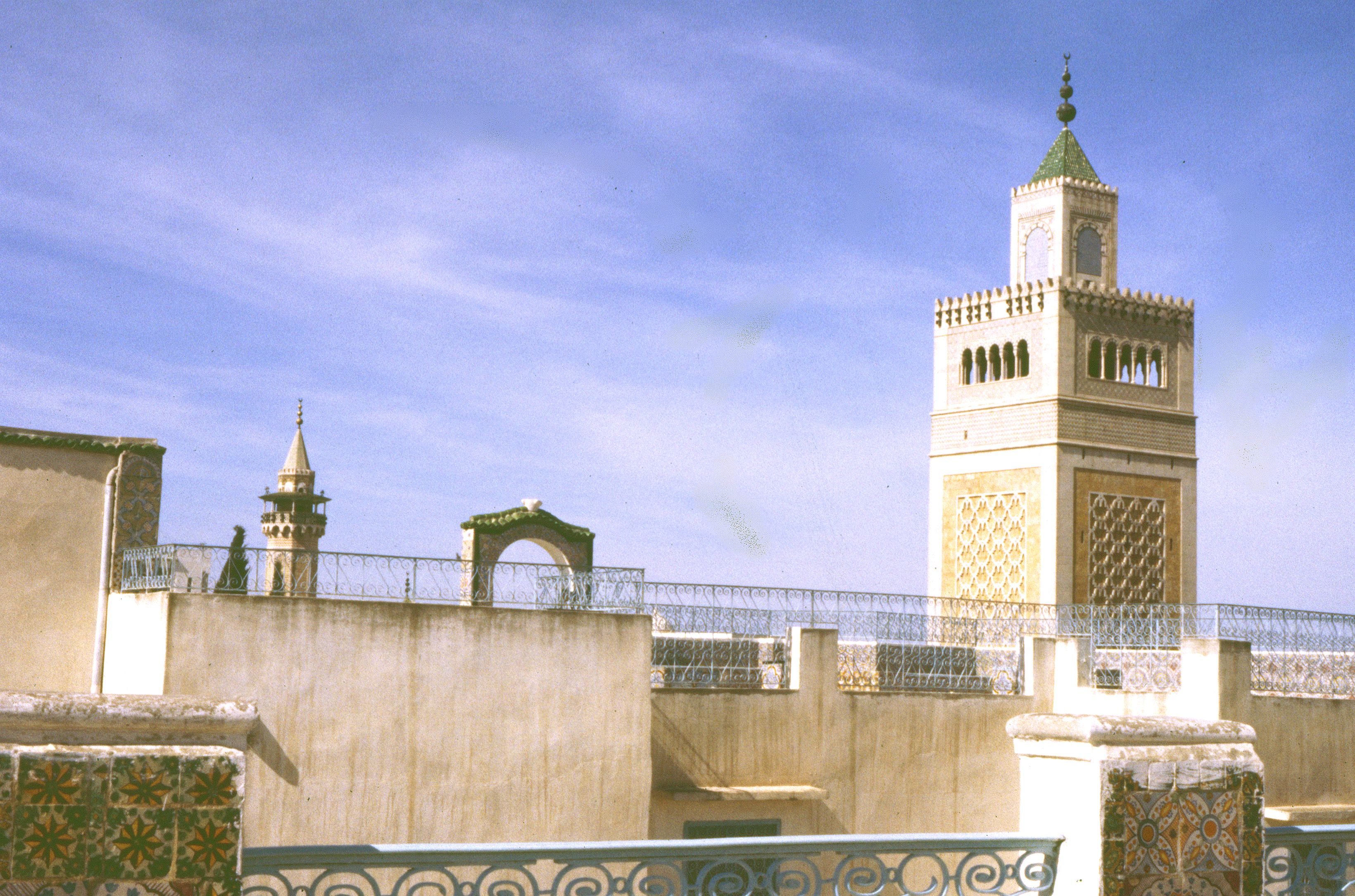
مسجد الزيتونة الكبير في تونس حيث تقام الصلوات وصلاة التراويح في شهر رمضان المبارك.
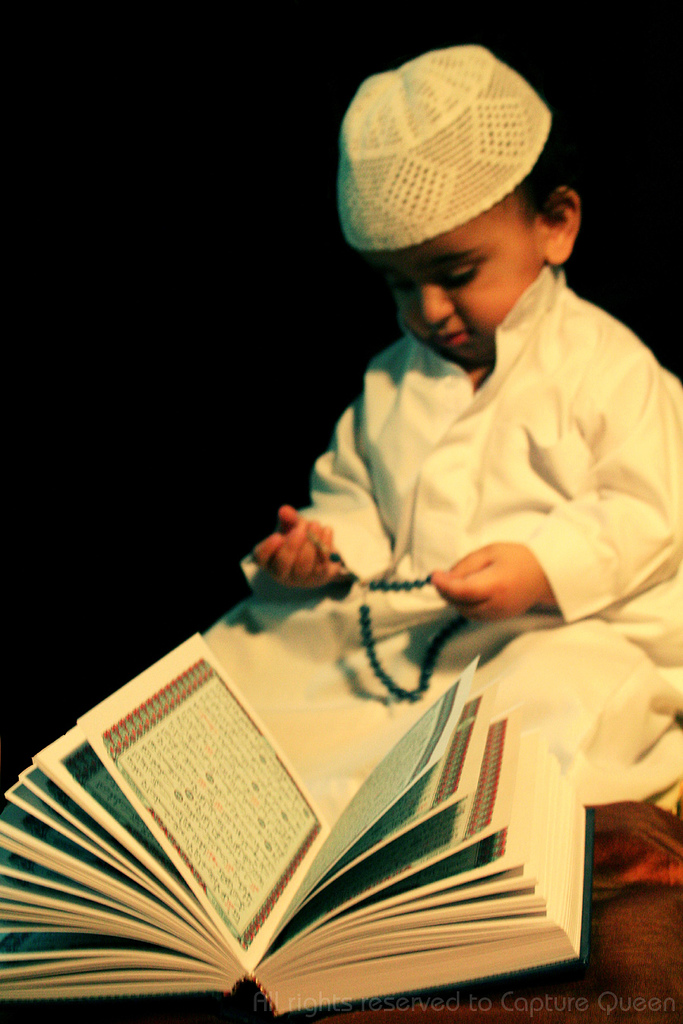
تكثر في رمضان العبادات وتلاوة القرآن ومسابقات حفظ القرآن للأطفال والبالغين
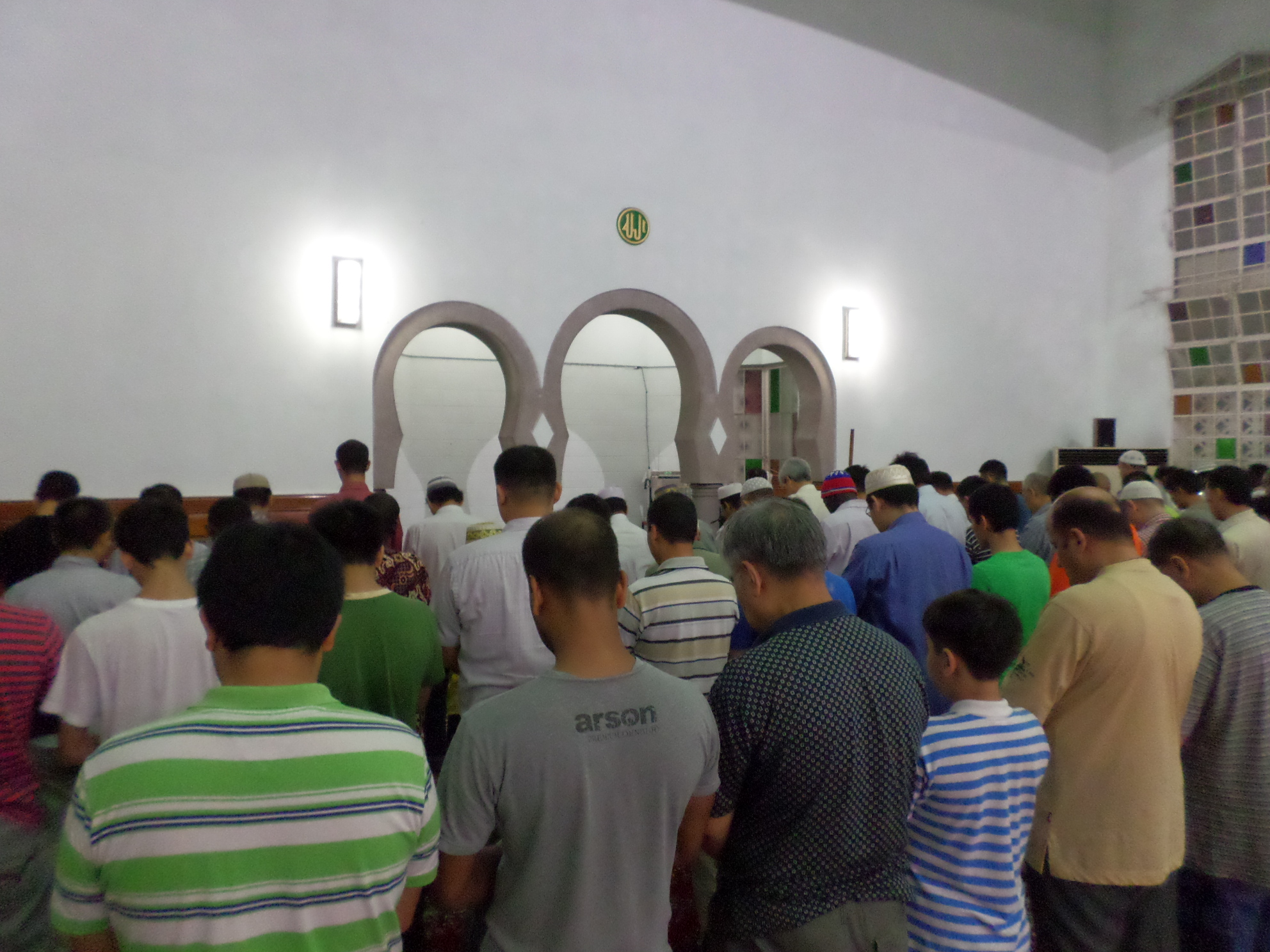
صلاة التراويح في رمضان تقام بعد صلاة العشاء جماعة في المسجد.